# 奧澤良卡河
奧澤良卡河（烏克蘭語：Озерянка），是烏克蘭西部的河流，屬於捷列布利亞河的左支流。該河流經外喀爾巴阡州的胡斯特區，河道全長18公里，流域面積113平方公里。